# A trónörökös (album)
A trónörökös a Neoton kettéválás utáni első stúdióalbuma, melyen már nem Csepregi Éva, hanem Szulák Andrea az együttes énekesnője.  A felvételek a New Tone és az Omega stúdióban készültek 1990-ben. CD-változata nincs. A dalok közül a Szalad a külváros lett sikeres.

## Dallista
1. Fogd a kezem
2. Szalad a külváros
3. Végzet asszonya
4. Merem a vizet
5. Találkozás a világhírrel
6. A vadmacska
7. Vádlottak padján
8. Telefonok
9. Megszületett a trónörökös

## Közreműködők
- Csepregi Gyula – szaxofon
- Vámos Zsolt – gitár
- Juhász Mária – háttérének
- Pál Éva – háttérének
- Vas Maya – háttérének

## Megjelenések
| Ország       | Formátum | Sorszám  | Kiadó    | Év   |
| ------------ | -------- | -------- | -------- | ---- |
| Magyarország | LP       | NTLP 007 | New Tone | 1990 |
| Magyarország | MC       | NTCA 007 | New Tone | 1990 |